# Лункевич, Валериан Викторович
Валериан Викторович Лункевич (22 июня 1866, Эривань, Кавказское наместничество — 1 декабря 1941, Свердловск) — русский политик и советский биолог, популяризатор и историк естествознания. Основные труды учёного посвящены истории естествознания; автор фундаментальной монографии по истории биологии.

## Биография
Родился в семье врача. Из дворян.
Окончил 2-ю Тифлисскую гимназию и поступил в Санкт-Петербургский университет, откуда в 1885 году перешёл в Харьковский университет. Был исключен из университета, окончил его в 1888 году. После этого занимался публицистикой, принимал участие в издававшейся Ф. Ф. Павленковым «Научно-популярной библиотеке для народа».
Занимался политической деятельностью. Участник народовольческого движения в России 1880-х годов. Был членом Партии социалистов-революционеров. В период революционных событий 1905 года был выслан из России за антиправительственную деятельность. Сотрудничал с эсерами и дашнаками. В 1907 году был делегатом Штутгартского конгресса II Интернационала. В 1916 году — участником Кинтальской конференции интернационалистов.
Вернулся в Россию в 1917 году. На III и IV съездах Партии социалистов-революционеров был избран в ЦК ПСР, был также членом редакции «Дело народа».
Обязательный кандидат партии социалистов-революционеров во Всероссийское учредительное собрание. В конце 1917 или в начале 1918 года был избран в Учредительное собрание в Закавказском избирательном округе по списку № 3 (эсеры).
В 1918—1919 годах входил в состав Южного бюро ЦК ПСР. Затем Лункевич отошёл от политической деятельности и занялся научно-педагогической работой. Преподавал в Крымском университете (с 1925 года — профессор, заведующий кафедрой общей биологии).
С 1933 года снова в Москве — был заведующим кафедрой дарвинизма Московского областного педагогического института, а с 1940 года — МГПИ.
Жил в Москве на Погодинской улице, 2/3. Был женат на враче Агнессе Моисеевне Браиловской (1879—1964), уроженке Таганрога, кандидате медицинских наук, с которой он познакомился во время эмиграции во Франции (где она в это время училась в университете).
С началом войны был эвакуирован в Свердловск, где в скором времени скончался. Похоронен на Ивановском кладбище.

## Печатные труды
- Научно-популярные произведения. — СПб., 1899—1904.
- Враги и друзья человека. — СПб., 1908. — 443 с.
- Жилища и постройки животных. — СПб., 1908. — 276 с.
- Жизнь в капле воды. — СПб., 1909. — 414 с.
- Подземное царство. — СПб., 1909. — 392 с.
- Земля. — СПб., 1910. — 400 с.
- Наука о жизни. — СПб., 1910.
- От Гераклита до Дарвина. В 3 т. — М.; Л., 1936-43 (переизд.: В 2 т. — М., 1960).
- Грозные явления природы. — М., 1939.
- Занимательная биология. — М.: Наука, 1965. — 272 с.